# Dicranota uniplagia
Dicranota uniplagia är en tvåvingeart som beskrevs av Alexander 1954. Dicranota uniplagia ingår i släktet Dicranota och familjen hårögonharkrankar. Inga underarter finns listade i Catalogue of Life.